# Pedekik
Pedekik is een bestuurslaag in het regentschap Bengkalis van de provincie Riau, Indonesië. Pedekik telt 2249 inwoners (volkstelling 2010).